# Plagithmysus microgaster
Plagithmysus microgaster är en skalbaggsart som först beskrevs av Sharp 1879.  Plagithmysus microgaster ingår i släktet Plagithmysus och familjen långhorningar. Inga underarter finns listade i Catalogue of Life.